# 加特林冰川
85°10′S 173°30′W / 85.167°S 173.500°W
加特林冰川（英語：Gatlin Glacier），是南極洲的冰川，位於杜費克海岸，長13公里，流經丘默勒斯山，最終注入麥克格雷格冰川，由美國研究隊的氣象學家命名，現時由南極條約體系管理。